# Yining
Yining (Oeigoers: غۇلجا, Ghulja shehiri) is een stad in de Oeigoerse autonome regio Xinjiang, 390 kilometer ten westen van de hoofdstad Ürümqi, dicht bij de grens met Kazachstan. Het is de hoofdstad van de Autonome Kazachse Prefectuur Ili en ligt aan de rivier de Ili.
Yining staat bekend om zijn honingbier en harde kaas. In de oude stad, ten zuiden van het Qingnian-park, bevinden zich vele Oeigoerse bazaars met een ruim aanbod aan etenswaren.
Vijf kilometer ten zuiden van de stad ligt de Ili-vallei (Ili Gu), met het Autonome Xibe Arrondissement Qapqal.

## Geschiedenis
De afgelopen eeuwen heeft Rusland een grote invloed uitgeoefend op deze rustplaats langs de noordelijke Zijderoute. Onder de heerschappij van Yakub Beg werd de regio in 1872 bezet door de Russen. Toen de Volksrepubliek China en de Sovjet-Unie in de jaren vijftig van de twintigste eeuw goede banden met elkaar onderhielden, woonden hier veel Russen, maar toen de relatie tussen de twee regimes in de jaren zestig bekoelde, waren er bloedige grensincidenten langs de Ili.
Op 5 februari 1997 was Yining het toneel van bloedige incidenten tussen betogende moslims en de politie. Een deel van de Oeigoerse bevolking riep tijdens een betoging religieuze leuzen en eiste gelijke rechten voor Oeigoeren. De Chinese overheid en vele Han-Chinezen zeiden in deze betoging en andere acties separatisme, islamitisch terrorisme en moslimextremisme te zien.

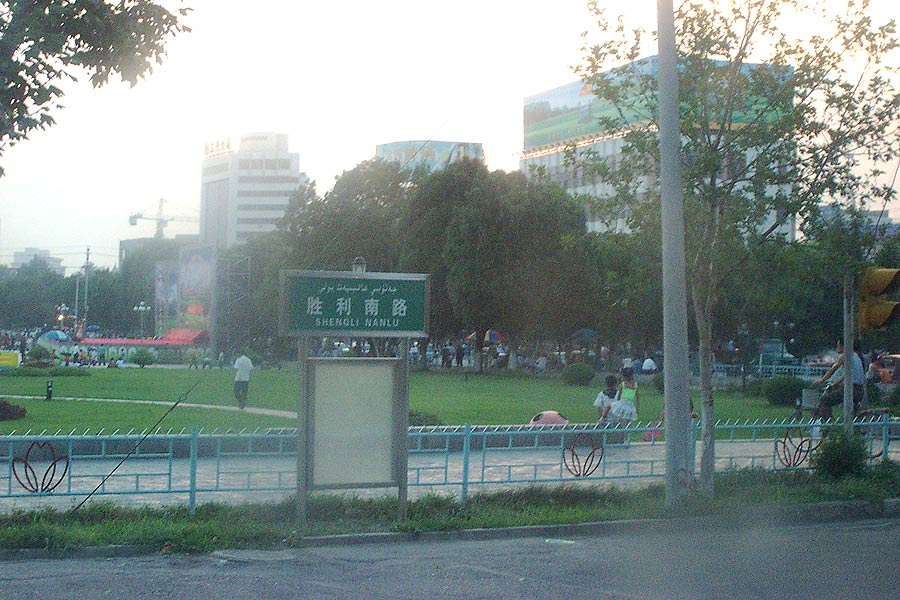
Yining